# Ornitocheiroidy
Ornitocheiroidy, Ornitocheiroidea – nadrodzina pterozaurów z podrzędu pterodaktyli.
Obejmuje ona 4 rodziny:
- Istiodaktyle
- Ornitocheiry
- Pteranodonty
- Nyktozaury